# Trommelvis
De trommelvis (Pogonias cromis) is een straalvinnige vis uit de familie van de ombervissen (Sciaenidae) en behoort derhalve tot de orde van de baarsachtigen (Perciformes). In Amerika komt hij algemeen voor langs de Atlantische kust. De vis kan een lengte bereiken van 170 cm bij een gewicht van 77 pond. De hoogst geregistreerde leeftijd is 43 jaar.

## Leefomgeving
De trommelvis komt in zeewater en brak water voor. De vis prefereert een subtropisch klimaat en leeft hoofdzakelijk in de Atlantische Oceaan. De diepteverspreiding is 0 tot 10 m onder het wateroppervlak.

## Relatie tot de mens
De trommelvis is voor de visserij van aanzienlijk commercieel belang. In de hengelsport wordt weinig op de vis gejaagd. De soort kan worden bezichtigd in sommige openbare aquaria.